# Pierre Paul Devès

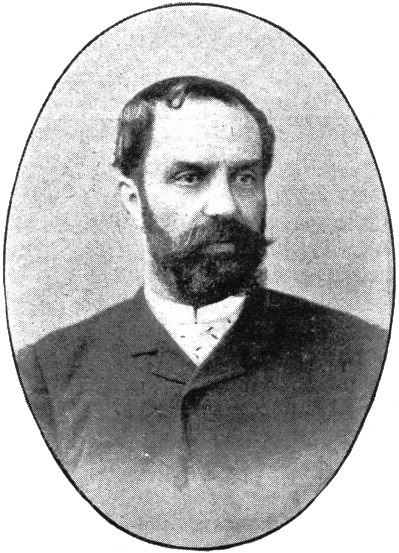
Pierre Paul Devès

Pierre Paul Devès (* 3. November 1837 in Aurillac; † 12. November 1899) war ein französischer Politiker.

## Leben
Pierre-Paul Devès studierte Rechtswissenschaft und ließ sich in Béziers als Anwalt nieder, wo er auch zum Generalrat gewählt wurde. 1873–1874 amtierte er als Maire von Béziers. Bei den allgemeinen Wahlen der Abgeordneten von 1876 stellten ihn die Republikaner im zweiten Bezirk des Arrondissements Béziers als ihren Kandidaten auf und setzten auch seinen Sieg über den monarchistischen Mitbewerber durch. 1879 übernahm er den Vorsitz der republikanischen Linken. In dieser Rolle spielte er bei den Verhandlungen zwischen der Regierung und der Kammermajorität eine einflussreiche Rolle und vertrat erfolgreich die Interessen Léon Gambettas.
Gambetta übertrug Devès am 14. November 1881, als er sein Kabinett bildete, das Agrarministerium, das Devès aber schon Ende Januar 1882 infolge des Rücktritts des ganzen Kabinetts wieder verlor. Inzwischen hatte er dem Bézierschen Wahlkreis – von dem er 1877 und 1881 wiedergewählt worden war – entsagt und im Dezember 1881 vom Arrondissement Bagnères-de-Bigorre ein Mandat für die Abgeordnetenkammer angenommen. In dem am 7. August 1882 gebildeten Kabinett von Charles Duclerc wurde er Justizminister und Siegelbewahrer. Er trat zwar infolge der Regierungskrise, die nach dem Tod Gambettas durch das am 15. Januar 1883 vom Prinzen Napoleon erlassene Manifest verursacht wurde, mit dem ganzen Kabinett am 28. Januar zurück, übernahm jedoch schon am folgenden Tag im neugebildeten Kabinett von Armand Fallières sein Portefeuille wieder. Indessen musste er bereits einen knappen Monat danach am 21. Februar 1883 aufgrund des Sturzes des Kabinetts seinen Abschied als Justizminister nehmen. 1885 konnte Devès keinen Sitz im Parlament erringen, zog aber am 29. August 1886 in den Senat ein, in dem er bis zu seinem Tod verblieb.